# Franklin's Gardens
Franklin's Gardens è un impianto sportivo inglese di Northampton.
Inaugurato nel 1864 come Melbourne Gardens, divenne nel 1888 la sede degli incontri interni del Northampton Saints, il principale club rugbistico della città, che nel 1977 ne acquisì la proprietà fino ad allora detenuta dal birrificio Watney Mann.
Passato attraverso diverse ristrutturazioni, è uno dei più antichi stadi del Regno Unito ancora in attività ed è capace di poco più di 15000 posti a sedere.
Il complesso in cui sorge ospita anche una sala congressi, un centro eventi e un cenotafio ai caduti della Grande Guerra, in cui si tiene una cerimonia annuale durante il Remembrance Day.
Per esigenze di sponsorizzazione è noto come cinch Stadium at Franklin's Gardens dopo accordo di naming con la webcompany automotive britannica Cinch.

## Storia
Il complesso nacque come Melbourne Gardens nel luglio 1864 a opera di John Collier; nel corso degli anni, a quello che era di base un parco cittadino, furono aggiunte varie strutture come una pista podistica, una da ciclismo, un campo da cricket e attrazioni zoologiche.
Nel 1885, alla morte di John Collier, fu un albergatore della zona, John Franklin, a rilevare il complesso, ribattezzandolo Franklin's Gardens; a questi succedette un birrificio, Northampton Brewery Company, che acquistò l'area per 17000 £ e, nel 1888, affittò la struttura, nel frattempo equipaggiata anche con un campo da rugby, al Northampton RFC.
Nonostante ancora incompleto, lo stadio aveva una buona capienza per gli standard dell'Inghilterra centrale: nel 1920 un incontro tra Northampton e l'esercito registrò la presenza di 5000 spettatori.
Usato come terreno da allevamento durante la seconda guerra mondiale, nel post-conflitto lo stadio andò incontro a significative ristrutturazioni come una nuova tribuna a metà anni sessanta e l'installazione dei tralicci per illuminazione notturna.
A novembre 1977 il Northampton acquistò per 30000 £ la proprietà dell'impianto più il terreno accessorio.
Nei successivi decenni lo stadio andò incontro ad altre ristrutturazioni fino ad assumere la capienza, al 2023, di 15249 posti a sedere; il suo tappeto di gioco è in erba naturale e giudicato il migliore della Premiership.
Da settembre 2021 lo stadio è legato da un contratto di naming della durata di 6 stagioni con il gruppo britannico di commercio veicoli via web Cinch (rappresentato come cinch, a seguito del quale ha assunto il nome di cinch Stadium at Franklin's Gardens.